# Marc Fosli Flaccinàtor (cònsol 318 aC)
Marc Fosli Flaccinàtor (en llatí: Marcus Foslius Flaccinator) va ser un magistrat romà del segle iv aC. Formava part de la gens Fòslia, una família romana d'origen patrici que més endavant es va extingir.
Va ser magister equitum del dictador Gai Meni, per primera vegada l'any 320 aC segons els Fasti o el 312 aC segons Titus Livi. El dictador i el seu magister militum van haver de renunciar al càrrec per una acusació d'associació il·legal contra la República, acusació de la qual van sortir absolts.
Va ser elegit cònsol l'any 318 aC i altre cop magister equitum el 314 aC (segons el Fasti) amb Gai Meni, o amb Gai Peteli segons Titus Livi.